# Thiabendazool
Thiabendazool is een biocide dat gebruikt wordt tegen schimmels (fungicide) en parasieten (parasiticide) en als conserveermiddel.
Horace D. Brown en collega's van het Amerikaanse farmaceutische bedrijf Merck, Sharp & Dohme publiceerden in 1961 een kort artikel waarin ze de synthese en het antiparasitaire karakter van thiabendazool beschreven. Het volgende jaar verkreeg Merck & Co. een octrooi op deze stof en vergelijkbare verbindingen. Producten met thiabendazool kwamen rond 1964 op de markt.

## Toepassingen
Thiabendazool wordt gebruikt als geneesmiddel tegen schimmelinfecties en parasitaire wormen bij mensen en dieren. De ATC-code is D01AC06 (fungicide) resp. P02CA02 (anthelminthicum). Merknamen zijn onder andere Mintezol (Merck & Co.) en Tresaderm (Merial, voor gebruik bij dieren). Het werd toegepast als bewaarmiddel voor voedingswaren (met als E-nummer E233), maar de stof is op 4 november 1998 uit de lijst van E-nummers verwijderd (Richtlijn 98/72/EG). Het wordt nog wel op citrusvruchten en bananen gespoten om het beschimmelen van de schil tegen te houden. In verband hiermee geldt voor thiabendazool een MRL EG nr. 396/2005.
In de land- en tuinbouw wordt thiabendazool ingezet als systemisch fungicide voor het bewaren van witloofwortels en aardappelen na de oogst. Een merknaam hier is Tecto (Syngenta Crop Protection). Het is ook werkzaam als biocide in producten voor houtbescherming.

## Regelgeving
Thiabendazool is in de Europese Unie opgenomen in de lijst van toegelaten biociden voor houtbehandeling (producttype 8) voor een periode die loopt tot 30 juni 2020. Het is in de Europese Unie opgenomen in de lijst van toegelaten pesticiden. Het mag niet verspoten worden op bladeren.

## Toxicologie en veiligheid
Thiabendazool heeft een lage acute toxiciteit. Het is matig giftig voor waterdieren.
De aanvaardbare dagelijkse inname is vastgesteld op 0,1 mg/kg lichaamsgewicht per dag.